# 1951 en Norvège
Chronologie de la Norvège
- 1947
- 1948
- 1949
- 1950
- 1951
- 1952
- 1953
- 1954
- 1955

Cet article présente les faits marquants de l'année 1951 en Norvège ou relatifs à la Norvège.

## Gouvernance
- Haakon VII est roi de Norvège.
- Einar Gerhardsen est le chef du gouvernement jusqu'au 9 novembre, Oscar Torp lui succède.

## Sport
- 10 mars : dans le cadre du Championnat du monde de hockey sur glace 1951, la Suisse bat la Norvège 8 à 1 au Palais des Sports de Grenelle à Paris[1].

## Naissances
- Naissance en Norvège en 1951

## Décès
- Décès en Norvège en 1951